# ギャラクシー・マカオ
ギャラクシー・マカオ（Galaxy Macau、澳門銀河綜合渡假城）は、中華人民共和国のマカオにある統合型リゾート（IR）である。

## 概要
銀河娯楽が2002年にカジノ解禁を契機に2005年に計画を開始。2011年5月15日に総工費149億HKDを投じて開業したマカオ最大規模のカジノリゾート。
日本資本のホテルオークラ、シンガポール資本のバンヤンツリーのほか、直営の銀河酒店、JWマリオットやザ・リッツ・カールトンなど総客室数3400超である。
また6つの金でできたキューポラがタワー部上部に設置している。
ほかにUCギャラクシー・シネマズやMICE施設、最大16000名収容のギャラクシー・アリーナも併設。
今後はアコーなどのホテルを追加、拡張している。